# Grånäs

Grånäs eller Gråns är en tidigare, numera försvunnen, by i Gagnefs socken. Byn var belägen på åkermarken söder om Gröntuv, men på västra sidan av Österdalälven.
Författarinnan Ottilia Adelborg dramatiserade byns historia i boken Gråns. En by som varit från 1918. Byn finns upptagen i skattelängder från 1530-talet och bestod vid storskiftet 1811 av sex gårdar.
De sista delarna av Grånäs försvann under 1870-talet.